# Fuglebjerg Kommune
Fuglebjerg Kommune i Vestsjællands Amt blev dannet ved kommunalreformen i 1970. Ved strukturreformen i 2007 blev den indlemmet i Næstved Kommune sammen med Fladså Kommune, Holmegaard Kommune og Suså Kommune.

## Tidligere kommuner
Fuglebjerg Kommune blev dannet inden kommunalreformen ved frivillig sammenlægning af de førstnævnte 6 sognekommuner:
| Kommune               | Folketal september 1965 | Byer                        |
| --------------------- | ----------------------- | --------------------------- |
| Fuglebjerg            | 1.190                   | Fuglebjerg                  |
| Førslev               | 1.079                   | Del af Sandved              |
| Gunderslev            | 489                     |                             |
| Hårslev-Ting Jellinge | 966                     | Del af Sandved              |
| Krummerup             | 692                     |                             |
| Tystrup-Haldagerlille | 747                     |                             |
| Kvislemark-Fyrendal   | 1.201                   | Tornemark og del af Sandved |
| I alt                 | 6.364                   |                             |

Kvislemark-Fyrendal kom først med ved selve kommunalreformen. Den var i første omgang kommet med i Holsteinborg Kommune, som med sine 2.891 indbyggere var for lille til at overleve. Dens to andre sognekommuner, Holsteinborg-Venslev og Ørslev-Sønder Bjerge, kom til Skælskør Kommune.

## Sogne
Fuglebjerg Kommune bestod af følgende sogne, alle fra Øster Flakkebjerg Herred undtagen Hårslev og Ting Jellinge, der hørte til Vester Flakkebjerg Herred:
- Fuglebjerg Sogn
- Fyrendal Sogn
- Førslev Sogn
- Gunderslev Sogn
- Haldagerlille Sogn
- Krummerup Sogn
- Kvislemark Sogn
- Tystrup Sogn
- Hårslev Sogn
- Ting Jellinge Sogn

## Kommunevåben
Kommunens våben indeholdt naturligvis en fugl. Skovsneppen blev valgt fordi den yngler i området. Sneppen er gul (eller i guld), som falder nærmest den naturlige farve. Den grønne bundfarve markerer, at sneppen er en skovfugl. Kommunevåbenet blev tegnet af Claus Achton Friis og taget i brug i 1978.

## Borgmestre[3]
| Navn               | Parti                       | Periode   |
| ------------------ | --------------------------- | --------- |
| Georg Hansen       | Det Konservative Folkeparti | 1970-1974 |
| Jens Chr. Pedersen | Venstre                     | 1974-1986 |
| Povl Tage Jensen   | Det Konservative Folkeparti | 1986-1987 |
| Sigfred Jacobsen   | Venstre                     | 1987-1998 |
| Henrik Willadsen   | Venstre                     | 1998-2006 |

## Rådhus
Fuglebjerg Kommunes rådhus på Byagervej 1 i Fuglebjerg blev opført i 1967-68. I 2007 blev bygningen ombygget til bibliotek.